# 邁丹-切爾內萊韋茨基
49°14′0″N 27°48′14″E / 49.23333°N 27.80389°E
邁丹-切爾內萊韋茨基（羅馬化：Maidan-Chernelevetskyi）是位於烏克蘭西部的村莊，由赫梅利尼茨基州裡赫梅利尼茨基區的沃夫科溫齊市鎮負責管轄。該村始建於1605年，面積1.2平方公里，海拔高度311米，2001年人口331。